# 马尔库·哈库利宁
马尔库·哈库利宁（芬蘭語：Markku Hakulinen，1956年2月27日—1990年10月9日），芬兰男子冰球运动员，场上位置是前锋。他曾代表芬兰国家队参加1980年冬季奥林匹克运动会冰球比赛，获得第四名。